# Gregor Stähli
Gregor Stähli detto Gregi (Zurigo, 28 febbraio 1968) è un ex skeletonista svizzero, vincitore di due medaglie di bronzo olimpiche a Salt Lake City 2002 e Torino 2006, tre volte campione mondiale, una volta europeo e vincitore di una Coppa del Mondo.

## Biografia
Compete dal 1989 per la squadra nazionale elvetica. Iniziò a gareggiare in Coppa del Mondo nella stagione 1989/90, conquistando il primo podio il 3 febbraio 1990 ad Igls e la sua prima vittoria due anni dopo a Lake Placid, nel febbraio del 1992. Ha trionfato in classifica generale nella stagione 2001/02.
Prese parte a due edizioni dei giochi olimpici invernali vincendo la medaglia di bronzo sia a Salt Lake City 2002 che a Torino 2006 mentre non poté partecipare a Vancouver 2010 a causa di un infortunio alla coscia occorsogli nel novembre del 2009.
Stähli partecipò inoltre a ben undici edizioni dei campionati mondiali vincendo in totale dieci medaglie di cui tre d'oro individuali conquistate a Altenberg 1994, a Sankt Moritz 2007 e a Lake Placid 2009 le quali costituirono un record che durò sino al 2015 quando il lettone Martins Dukurs, laureandosi campione a Winterberg 2015, lo eguagliò per poi superarlo nell'edizione successiva di Igls 2016 vincendo il suo quarto titolo. Completano il suo ricco palmarès ai mondiali altri 4 argenti (tre nel singolo e uno a squadre) e 3 bronzi (due nel singolo e uno a squadre).
Può inoltre vantare quattro medaglie vinte agli europei di cui una d'oro conquistata a Sankt Moritz 2006, due d'argento e una di bronzo. Ha inoltre vinto quattro titoli nazionali.
Si ritirò da campione del mondo in carica nel novembre del 2010, appena ripresosi dall'infortunio alla gamba che gli costò tutta la stagione 2009/10 e la mancata partecipazione ai Giochi di Vancouver. Pur essendo completamente riabilitato dichiarò di non voler proseguire l'attività agonistica non confidando nell'allora precaria situazione in cui si trovava la Federazione Svizzera di bob, slittino e skeleton.

### Altre attività
Stähli interruppe la sua carriera sportiva nel 1994 per dedicarsi agli studi universitari in economia aziendale presso l'Università di San Gallo, per tornare all'attività agonistica sulle piste ghiacciate nel 1999. In questo periodo della sua vita ha praticato anche l'atletica leggera nelle discipline veloci, vincendo nel 1995 il titolo di campione svizzero nei 100 metri piani.

## Palmarès

### Olimpiadi
- 2 medaglie:
  - 2 bronzi (singolo a Salt Lake City 2002; singolo a Torino 2006).

### Mondiali
- 10 medaglie:
  - 3 ori (singolo a Altenberg 1994; singolo a Sankt Moritz 2007; singolo a Lake Placid 2009);
  - 4 argenti (singolo a Calgary 1992; singolo a Igls 2000; singolo a Calgary 2005; gara a squadre a Lake Placid 2009);
  - 3 bronzi (singolo a Schönau am Königssee 1990; singolo a La Plagne 1993; gara a squadre a Sankt Moritz 2007).

### Europei
- 4 medaglie:
  - 1 oro (singolo ad Sankt Moritz 2006);
  - 2 argenti (singolo a Sankt Moritz 2003; singolo a Altenberg 2004);
  - 1 bronzo (singolo a Sankt Moritz 2009).

### Coppa del Mondo
- Vincitore della classifica generale 2001/02.
- 30 podi (tutti nel singolo)[1][3]:
  - 10 vittorie;
  - 11 secondi posti;
  - 9 terzi posti.

#### Coppa del Mondo - vittorie
| Data             | Luogo                | Paese       | Disciplina |
| ---------------- | -------------------- | ----------- | ---------- |
| 8 febbraio 1992  | Lake Placid          | Stati Uniti | singolo    |
| 8 dicembre 2000  | Igls                 | Austria     | singolo    |
| 16 novembre 2001 | Schönau am Königssee | Germania    | singolo    |
| 21 novembre 2001 | Igls                 | Austria     | singolo    |
| 14 dicembre 2001 | Calgary              | Canada      | singolo    |
| 20 dicembre 2001 | Lake Placid          | Austria     | singolo    |
| 17 gennaio 2003  | Igls                 | Austria     | singolo    |
| 9 dicembre 2004  | Igls                 | Austria     | singolo    |
| 10 novembre 2005 | Calgary              | Canada      | singolo    |
| 8 dicembre 2005  | Igls                 | Austria     | singolo    |

### Campionati svizzeri
- 4 medaglie:
  - 4 ori (singolo nel 2000; singolo nel 2002; singolo nel 2003; singolo nel 2007).